# اکتوتیامین
اکتوتیامین (INN ,JAN; Gerostop ,Neuvita ,Neuvitan)، همچنین به عنوان تیوکتوتیامین نیز شناخته می‌شود، یک آنالوگ ویتامین B۱ است که در ژاپن و فنلاند استفاده می‌شود.